# Maneb
Maneb is een fungicide dat behoort tot de klasse van de dithiocarbamaten, waartoe ook mancozeb behoort. Het wordt in veel teelten (onder andere appelbomen, perenbomen, druivelaars, bessen, groenten, graangewassen, aardappelen, tabak en sierplanten) gebruikt tegen een breed spectrum van schimmelziekten.
Handelsnamen van bestrijdingsmiddelen met maneb zijn onder andere: Chloroble M, Dithane M 22, Kypman 80, Manebgan, Manesan, Manzate, Polyram M, Rhodianebe, Sopranebe, Tricarbamix en Trimangol.
Zoals van mancozeb is de voornaamste metaboliet van maneb ETU (ethyleenthioureum), waarvan is aangetoond dat het bij proefdieren kanker veroorzaakt.

## Regelgeving
Maneb is in de Europese Unie toegelaten door Richtlijn 2005/72/EG van de Commissie van 21 oktober 2005 (samen met onder andere mancozeb) voor een termijn die liep tot 30 juni 2016. Anno 2019 is maneb echter nog toegestaan, in afwachting van een oordeel van de Europese Autoriteit voor Voedselveiligheid. In Nederland is maneb sinds 2017 verboden, omdat het het risico verhoogt op de ziekte van Parkinson.